# Rhizoecus pseudocacticans
Rhizoecus pseudocacticans är en insektsart som beskrevs av Hambleton 1979. Rhizoecus pseudocacticans ingår i släktet Rhizoecus och familjen ullsköldlöss. Inga underarter finns listade i Catalogue of Life.